# Milejczyce (gmina)

Logo gminy

Milejczyce – gmina wiejska w Polsce położona w województwie podlaskim, w powiecie siemiatyckim. W latach 1975–1998 gmina administracyjnie należała do województwa białostockiego.
Siedziba gminy to Milejczyce.
Jest 2. najmniej ludną gminą województwa podlaskiego i 8. najmniej ludną gminą w Polsce.
31 grudnia 1995 roku gminę zamieszkiwało 2533 osoby. Natomiast według danych z 31 grudnia 2023 roku liczba mieszkańców zmniejszyła się do 1618 osób.

## Struktura powierzchni
Według danych z roku 2002 gmina Milejczyce ma obszar 151,79 km², w tym:
- użytki rolne: 53%
- użytki leśne: 40%

Gmina stanowi 10,4% powierzchni powiatu.

## Demografia

### 1921
Według Pierwszego Powszechnego Spisu Ludności z 1921 roku gmina liczyła 45 miejscowości. Zamieszkiwało ją 4801 osób (2455 kobiet i 2346 mężczyzn), wśród których 3.388 było wyznania prawosławnego, 778 mojżeszowego, 264 wyznania rzymskokatolickiego i 11 ewangelickiego. Jednocześnie 2.431 mieszkańców zadeklarowało białoruską przynależność narodową, 1.824 polską, 531 żydowską, 4 niemiecką, 10 rosyjską i jeden francuską. Było tu 939 budynków mieszkalnych.

### 2002
Według Narodowego Spisu Powszechnego Ludności z 2002 roku gminę zamieszkiwało 2368 osób.

### 2004

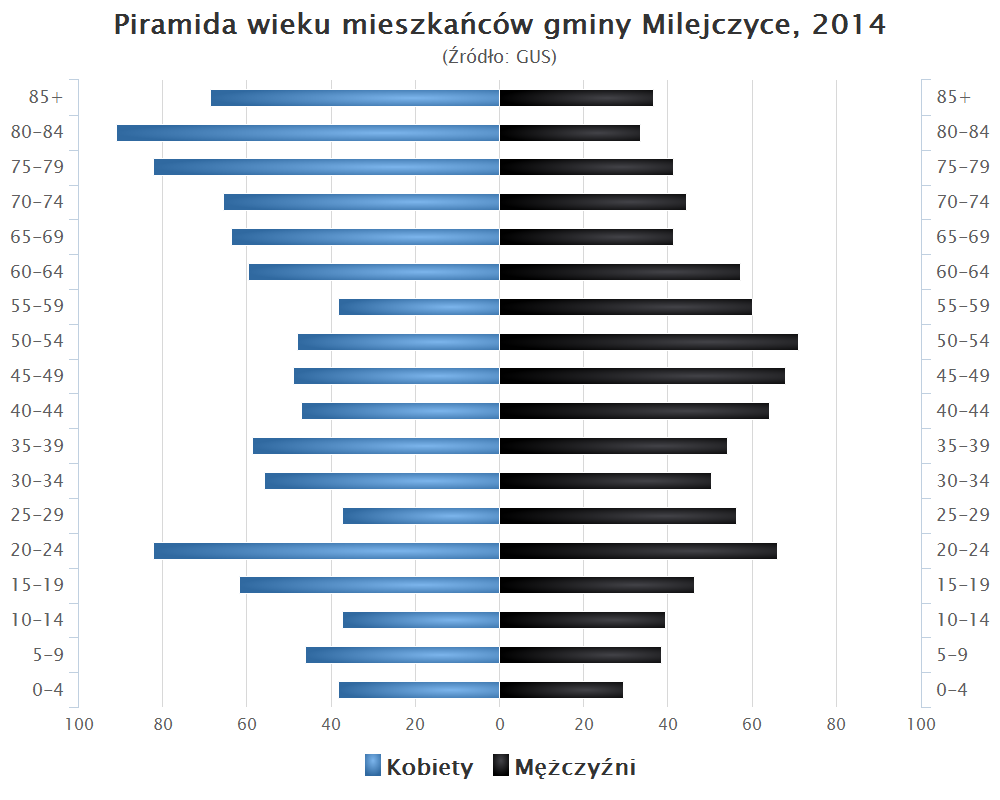
Piramida wieku mieszkańców gminy Milejczyce w 2014 roku

Dane z 30 czerwca 2004:
| Opis                              | Ogółem | Ogółem | Kobiety | Kobiety | Mężczyźni | Mężczyźni |
| --------------------------------- | ------ | ------ | ------- | ------- | --------- | --------- |
| jednostka                         | osób   | %      | osób    | %       | osób      | %         |
| populacja                         | 2288   | 100    | 1198    | 52,3    | 1091      | 47,7      |
| gęstość zaludnienia (mieszk./km²) | 15,1   | 15,1   | 7,9     | 7,9     | 7,2       | 7,2       |

## Struktura wyznaniowo-narodowościowa

### 1921
Według Pierwszego Powszechnego Spisu Ludności z 1921 roku większość mieszkańców gminy w liczbie 2431 osób zadeklarowała narodowość białoruską (51% ogółu mieszkańców gminy). Pozostali podali kolejno narodowość: polską (1824 osoby, 37% ogółu mieszkańców); żydowską (531 osób, 11% ogółu mieszkańców); rosyjską (10 osób); niemiecką (4 osoby) i francuską (1 osoba). Pod względem wyznaniowym dominowali prawosławni (3388 osób; 71% wszystkich mieszkańców); pozostali zadeklarowali kolejno wyznanie: mojżeszowe (778 osób, 16% ogółu mieszkańców); rzymskokatolickie (624 osób, 12% ogółu mieszkańców) oraz ewangelickie (11 osób).

### 2002
Zgodnie z wynikami Narodowego Spisu Powszechnego Ludności z 2002 roku 1991 mieszkańców zadeklarowało narodowość polską (84% ogółu mieszkańców), 310 mieszkańców podało narodowość białoruską (13% ogółu mieszkańców), a 20 mieszkańców ukraińską.

### Współcześnie
Na terenie gminy znajduje się 5 cerkwi prawosławnych (w tym dwie to siedziby parafii), kościół rzymskokatolicki (będący siedzibą parafii) oraz synagoga (niepełniąca współcześnie funkcji sakralnych) i są to następujące obiekty:
- Cerkiew św. Barbary w Milejczycach (siedziba parafii) z 1899 r.
- Cerkiew św. Mikołaja w Milejczycach z 1890 r.
- Cerkiew św. Apostoła Tomasza w Milejczycach z 1996 r.
- Cerkiew Narodzenia Najświętszej Maryi Panny w Rogaczach (siedziba parafii) 1. poł. XIX w.
- Cerkiew Świętych Apostołów Piotra i Pawła w Sobiatynie z 1672 r.
- Kaplica rzymskokatolicka Nawiedzenia NMP w Pokaniewie z 1986 r.
- Kaplica rzymskokatolicka NMP Królowej Polski w Wałkach z 1988 r.
- Kościół św. Stanisława Biskupa i Męczennika w Milejczycach (siedziba parafii) z 1744 r.
- Synagoga w Milejczycach z 1927 r.

## Sołectwa
Biełki, Borowiki, Chańki-Kościukowicze-Klimkowicze, Choroszczewo, Choroszczewo (kolonia), Grabarka, Lewosze, Lubiejki, Miedwieżyki, Mikulicze, Milejczyce (sołectwa: Milejczyce I i Milejczyce II), Nowosiółki, Pokaniewo, Pokaniewo-Kolonia, Rogacze, Sobiatyno, Wałki.

## Pozostałe miejscowości
Gołubowszczyzna, Jałtuszczyki, Osinki.

## Sąsiednie gminy
Boćki, Czeremcha, Dziadkowice, Kleszczele, Nurzec-Stacja